# 奧爾德德克薩斯 (阿拉巴馬州)
奧爾德德克薩斯（英語：Old Texas）是一個位於美國阿拉巴馬州門羅縣的非建制地區。該地的面積和人口皆未知。

## 地理
奧爾德德克薩斯的座標為31°46′11″N 87°00′01″W / 31.76972°N 87.00028°W，而該地的平均海拔高度為130米（即430英尺）。